# 聖ミゲル教会 (エステーリャ)
聖ミゲル教会（スペイン語: Iglesia de San Miguel）またはサン・ミゲル教会、聖ミカエル教会は、スペイン・ナバーラ州エステーリャにあるカトリック教会。エステーリャにあるモタの丘に位置している。

## 歴史
1145年から聖ミゲル教会に属する教区があるとされることがあるが、聖ミゲル教会でもっとも古い部分は1187年から1196年に建設された部分であり、サンチョ7世の時代にナバラ王国がカスティーリャ王国に侵略された時期である。
1931年6月3日には重要文化財に指定された。1993年には世界遺産「サンティアゴ・デ・コンポステーラの巡礼路」の構成資産のひとつとなった。
教会内に置かれている聖ホルヘ像の修復が行われたが、2018年には塗りなおされた色が批判を受けた。

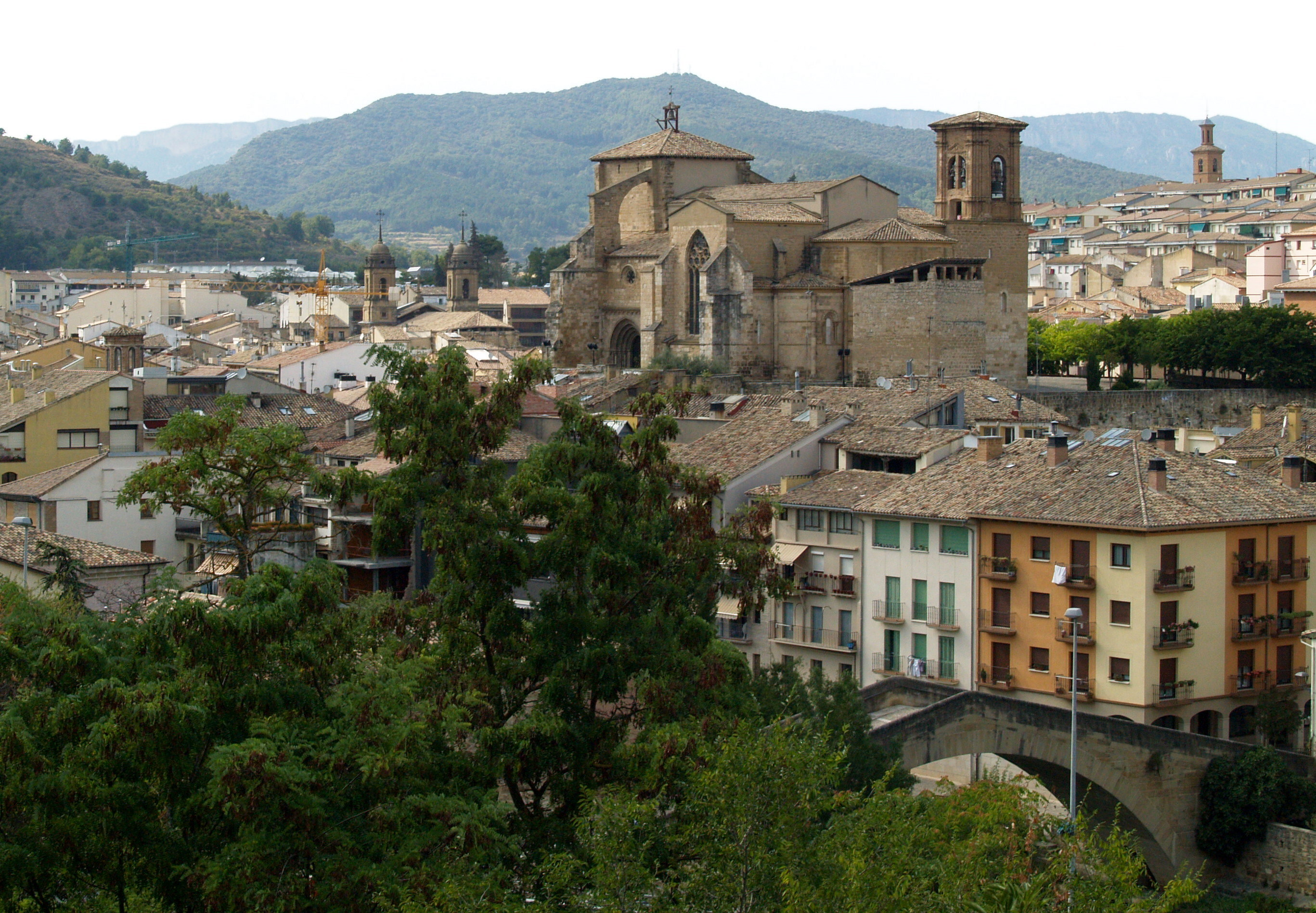
聖ミゲル教会とエステーリャの町並み
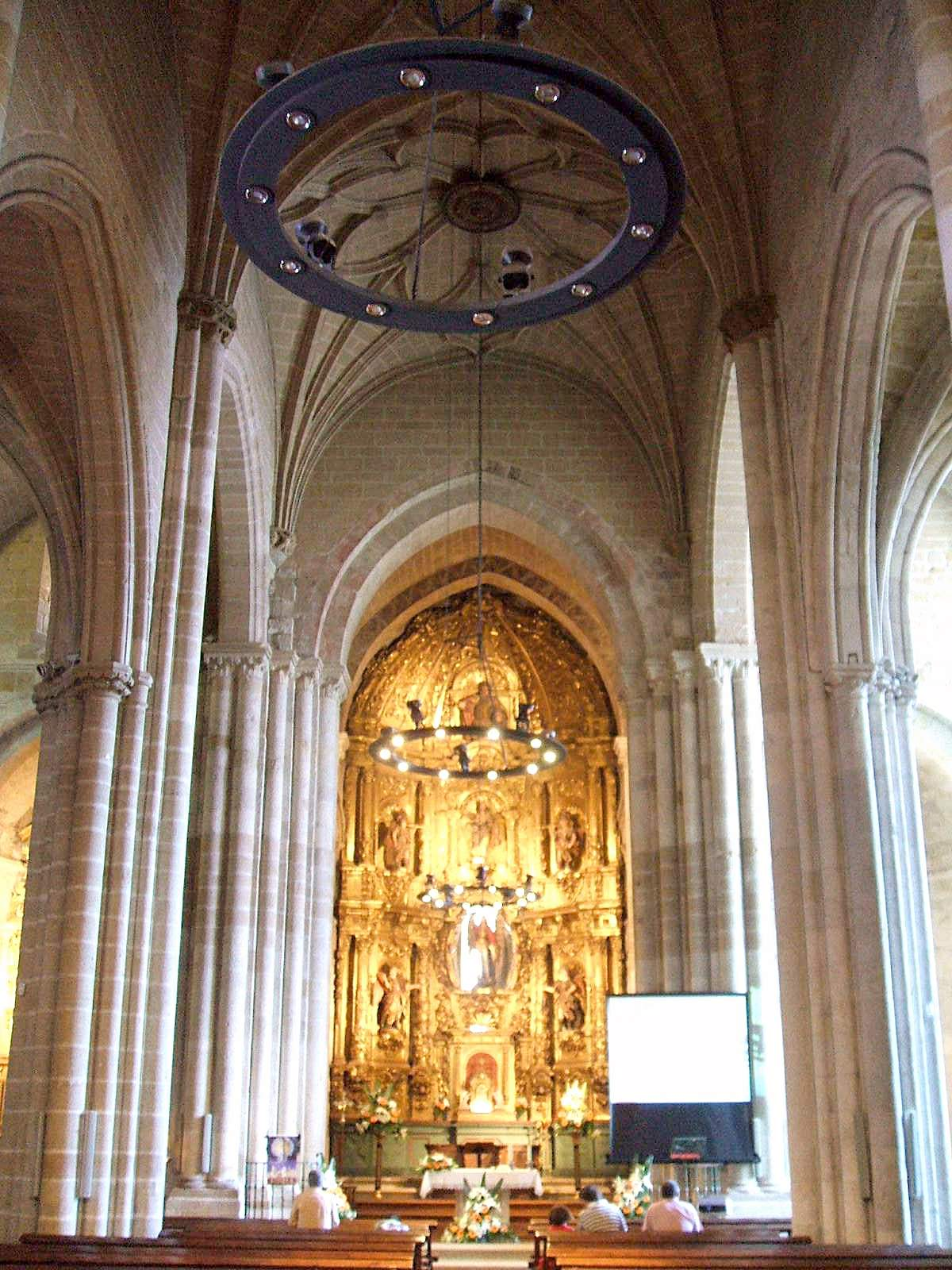
礼拝堂
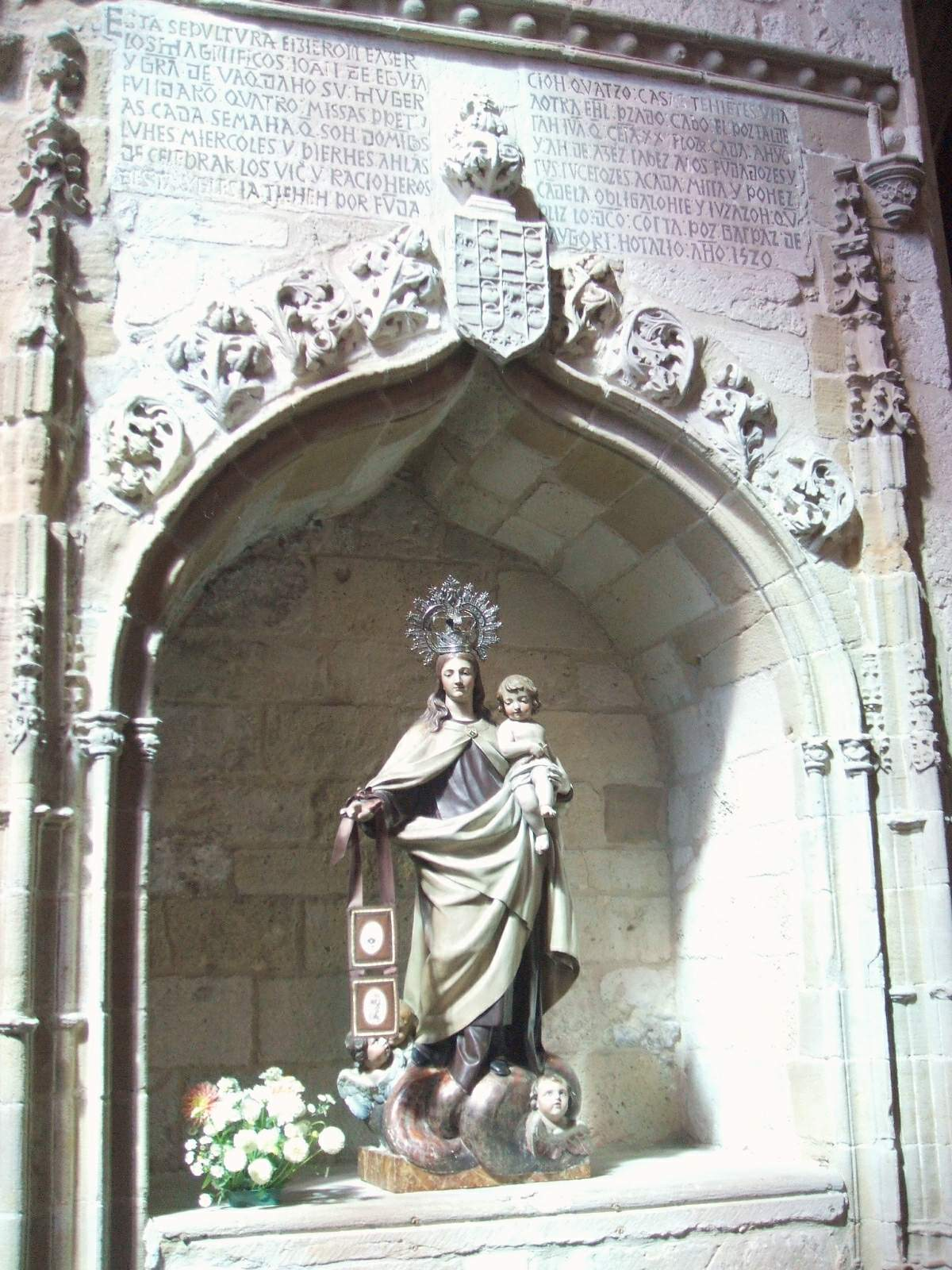
壁龕と聖母子像
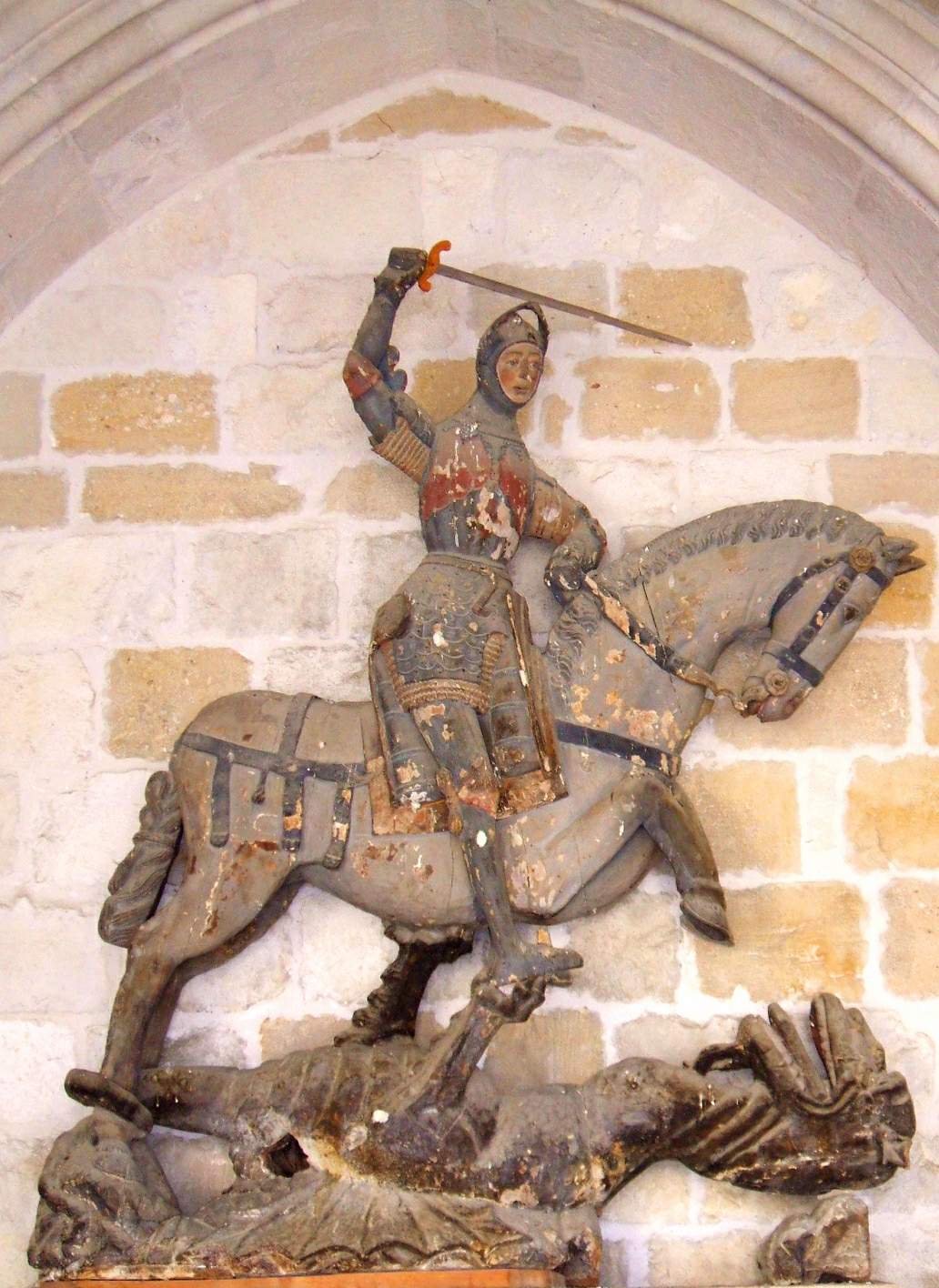
16世紀の聖ホルヘ像（修復前の2017年6月撮影）